# Брассак (кантон)
Брасса́к (фр. Brassac, окс. Braçac) — упразднённый кантон во Франции, находился в регионе Юг — Пиренеи, департамент Тарн. Входил в состав округа Кастр.
Код INSEE кантона — 8104. Всего в состав кантона Брассак входили 5 коммун, из них главной коммуной являлась Брассак.
Кантон был упразднён в марте 2015 года.

## Население
Население кантона на 2009 год составляло 3351 человек.
| 1962 | 1968 | 1975 | 1982 | 1990 | 1999 | 2009 |
| ---- | ---- | ---- | ---- | ---- | ---- | ---- |
| 3534 | 3798 | 3626 | 3596 | 3427 | 3347 | 3351 |

## Коммуны кантона
| Коммуна              | Население, чел. (2010) | Код INSEE | Почтовый индекс |
| -------------------- | ---------------------- | --------- | --------------- |
| Брассак              | 1396                   | 81037     | 81260           |
| Камбунес             | 338                    | 81053     | 81260           |
| Кастельно-де-Брассак | 763                    | 81062     | 81260           |
| Ле-Без               | 812                    | 81031     | 81260           |
| Ле-Марньес           | 44                     | 81153     | 81260           |